# ابن دمرتاش
شهاب الدين أبو عبد الله محمد بن محمد الدمشقي الشّاهد المعروف بـابن دمرتاش (1240 - فبراير 1323) (638 - صفر 723) شاعر عربي من أهل القرن الثالث عشر الميلادي/السابع الهجري. ولد في دمشق بالدولة المملوكية، كان جنديًا في أول أمره خدم في حماة، ثم عمل شاهدًا أمام القضاة في الدعاوى. فدخل الأدب وكان شاعرًا مكثرًا. وصف عمر فروخ شعره «رائقٌ يجري في مقطّعات قِصارٍ وأكثرُه في النسيب والغزل والوصف حتّى لقّب بالبُحتري.» توفي ابن دمرتاش عن عمر ناهز 83 عامًا.